# Pteroeides isosceles
Pteroeides isosceles är en korallart som beskrevs av Thomson 1915. Pteroeides isosceles ingår i släktet Pteroeides och familjen Pennatulidae. Inga underarter finns listade i Catalogue of Life.